# Antonio Espejo
Pour les articles homonymes, voir Espejo.
Antonio Espejo Ruiz est un ancien coureur cycliste espagnol, né le 5 avril 1968 à Montilla. Il devient professionnel en 1990 et le reste jusqu'en 1992. Il n'obtint aucune victoire durant ces trois années.

## Palmarès
- Son classement dans l'unique participation du Tour de France : 155e en 1990.